# Lavoir public de Lauris
Le Lavoir public de Lauris est un monument historique de Vaucluse, situé dans la ville de Lauris.

## Histoire
Le site est inscrit monument historique par arrêté du 21 février 1989.